# هوهنوارسلبن
هوهنوارسلبن (به آلمانی: Hohenwarsleben) یک منطقهٔ مسکونی در آلمان است که در هوهه بورده واقع شده‌است. هوهنوارسلبن ۱٬۵۷۷ نفر جمعیت دارد.